# 天后橋
天后橋（英語：Tin Hau Bridge），是香港橋樑之一，跨越新界屯門區屯門河中游之上，西接屯門舊墟，東至屯門公園河畔，獲屯門區議會定為「屯門古今文物徑」的起點。經歷多番的諮詢和爭議以後，天后橋於2016年9月15日正式啟用。該天橋貫通屯門河兩岸，並疏導友愛橋的人流，造價達1億3450萬。

## 歷史
2007年，時任香港行政長官曾蔭權於當年的《施政報告》宣布將投入十億港元活化當時正在籌建的屯門站上蓋物業瓏門附近的屯門河，並由香港房屋協會（房協）進行公眾諮詢及設計。當時曾蔭權政府原先打算參照外國模式，在屯門避風塘附近空地設置動態海旁地帶，讓市民消費娛樂，並於河中心開設類似香港仔海鮮坊的水上餐廳；但在2008年金融海嘯後，曾蔭權政府決定將相關工程大幅縮減，只會活化天后廟廣場及興建一條連接屯門河兩岸的特色行人橋（即本行人橋）；其中天后廟廣場工程費約一億元，由政府負責支付工程費用，行人橋工程費則獲得房協答應支付約四千萬元的工程費。
2010年，房協提出兩個此行人橋的初步設計方案，其中一個建議為仿傳統中式設計，行人橋會配上仿古瓦屋頂及具特色的欄杆；另一個建議為現代中式設計，利用現代建材及建築技術演繹當代建築，並配上玻璃屋頂；兩款設計均會於橋中央設置兩個風雨亭，並設置小型歷史展覽亭，放置昔日屯門舊照及天后廟簡介等，初步估計費用約四千萬港元，預計於2012年起動工，並在2014年完工。屯門區議會在2010年11月2日的大會中，決定採納仿傳統中式的設計方案建造行人橋。2011年5月，運輸及房屋局就行人橋的工程建議刊憲，並於同年9月刊憲落實工程計劃。
行人橋工程於2012年9月招標，受到建築物料價格上漲及建築工程人手短缺影響，房協收回的最低投標價達8,600多萬元，較當初預算的4,000萬元超出逾一倍，因此政府於2013年要求屯門區議會補貼，否則房協或需修改設計，令工程費符合四千萬港元的預算。屯門區議會和房協曾探討減少行人橋工程建築成本的可行性，但此舉會大幅度修改橋樑設計，並需再次諮詢區議會及「橋樑及有關建築物外觀諮詢委員會」，然後再次經各相關政府部門審批；而工程標書的有效期於2013年4月中旬屆滿，房協需要重新招標才能再啟動工程。行人橋工程於2013年9月再度招標，估計工程項目總建造費用約1.2億，並獲梁振英政府納入「2013/14年度行政長官社會資助計劃」，由香港賽馬會慈善信託基金資助部份工程費用。
幾經波折，行人橋工程前期籌備工作於2013年12月展開，並於2014年1月正式動工。行人橋最終2016年9月15日正式啓用，獲命名為「天后橋」。屯門區議員曾憲康表示，以往天后廟廣場在節日舉辦活動（如：農曆新年年宵市場等）時，市民需繞經較遠的友愛橋方可步行至天后廟廣場；現時天后橋大大縮短了屯門公園及天后廟廣場之間的路程，方便附近的市民。

## 設計
天后橋採用了仿古的中國式的設計，以配合毗鄰天后廟廣場的建築風格，亦因此被命名為「天后橋」。

## 獎項
項目於皇家特許測量師學會舉辦的2017年「RICS香港年度大獎」中，榮獲「企業社會責任項目獎」組別優異獎。大會除嘉許該橋的環保建築、無障礙及自然通風等設計外，亦表揚項目有助推廣地區傳統文化及為社區帶來活力。

## 爭議及批評
時任屯門區議員陳雲生炮轟「當年曾蔭權政府做事虎頭蛇尾，活化屯門河雷聲大雨點小，撥款一再縮減，結果要區議會收拾殘局，他說撥款沒有合理理由要區議會負責，區議會每年撥款只有2000萬元，即使預支2年仍然不足夠支付工程費，而一億元社區重點項目撥款是新項目，沒有理由用來收拾上屆政府的殘局。若工程「爛尾」，居民日後要繞路始可到天后廟廣場參加活動，造成不便」。此外，行人橋長度僅有86米，惟造價達1.345億，被指為天價大白象工程。

## 命案事件
2016年3月29日，於天后橋建造期間，發生恐怖致命的謀殺案。一名奧菲混血女子與巴基斯坦裔友人到上址地盤，探望任職夜班看更的巴基斯坦裔男友人。未料女子與男看更其後發生爭執，繼而動武，男看更取起電鑽及鐵鏟工具猛擊女子。女子被追打及用電鑽插眼，被扑頭致血肉模糊，女子頭部重創及身體多處受傷，血濺當場，終告不治。